# Бабанов Ілля Пантелеймонович
Ілля Пантелеймонович (Пантелійович) Бабанов (1893, село Жуковичі Смоленської губернії, тепер Починківського району Смоленської області — ?) — молдавський радянський діяч, народний комісар охорони здоров'я Молдавської РСР. Член ЦК КП(б) Молдавії в 1941—1949 роках. Депутат Верховної Ради Молдавської РСР 1-го скликання.

## Біографія
Трудову діяльність розпочав у господарстві батька. З 1911 до 1914 року — робітник аптечної лікарні, слюсар заводу «Донецьке товариство» в місті Дружківці
У 1914—1918 роках — у російській армії, учасник Першої світової війни.
Після демобілізації працював сільськогосподарським робітником.
Закінчив Ленінградський медичний інститут.
Член ВКП(б) з 1927 року.
Після закінчення інституту — лікар, лікувальний інспектор у місті Тюмені.
До 1939 року — головний лікар міської лікарні міста Кременчука Полтавської області.
У 1939 — серпні 1940 року — заступник народного комісара охорони здоров'я Молдавської АРСР.
У серпні 1940 — липні 1941 року — народний комісар охорони здоров'я Молдавської РСР.
Під час німецько-радянської війни перебував в евакуації.
У серпні 1944 — 21 липня 1945 року — народний комісар охорони здоров'я Молдавської РСР.
У 1945—1946 роках — начальник лікувально-санітарного управління Ради народних комісарів Молдавської РСР.
У 1947 році відкликаний з Молдавської РСР у розпорядження Міністерства охорони здоров'я СРСР.
Подальша доля невідома.